# إيميغلوسيراز
إيميغلوسيراز (بالإنجليزية: Imiglucerase)‏ هو دواء يُستعمل في علاج:
- مرض الكبد[5]
- داء غوشيه[6]